# Laginji
 Laginji  (olaszul: Laghini) falu Horvátországban, Isztria megyében. Közigazgatásilag Žminjhez tartozik.

## Fekvése
Az Isztria középső részén, Pazintól 14 km-re délre, községközpontjától 2 km-re északkeletre fekszik.

## Története
1880-ban 145, 1910-ben 215 lakosa volt. Az első világháború után a rapallói szerződés értelmében Isztria az Olasz Királysághoz került. Az 1943-as olasz kapituláció után szabadult meg az olasz uralomtól. A második világháború után Jugoszlávia, majd Jugoszlávia felbomlása után 1991-ben a független Horvátország része lett. Žminj község 1993-ban alakult meg. 2011-ben a falunak 142  lakosa volt.

## Nevezetességei
Szent Foska tiszteletére szentelt temploma a falu délnyugati szélén egy dombon áll. A templom valószínűleg a 9. században épült, de a helyén álló első templom építését a 6. századra, a szlávok első betelepülésének időszakára teszik. Története során többször átépítették. Erre utal a bejárat felett elhelyezett latin nyelvű felirat is ("ANN(O) D(OMI)NI 1734 SORS(I) FLORIANI CAN(ONICI) AC PLEBANI VIGILANTI SVB GAST(ALDO) G(I)ACOMA RAVNIZ FECIT"). Ebből kiderül, hogy az építést Florijan kanonok žminji plébános megbízásából végezték 1734-ben Giacomo Ravniz kegyúr idejében. A templomot korábban temető övezte, melyből néhány sírkő még mindig látható. Márványból készített oltárán áll Szent Foska szobra. Nagyon szépek az áttört kőből faragott kis ablakok. 15 méter magas harangtornya 1742-ben épült. A tornyon egy másik latin nyelvű felirat ("ERRE(CTVM) VIGILANTIA R(EVERENDISSI)MI D(OMI)NI SEBASTIANI MILOS CAN(ONICI) ET PLEB(ANI) VICARII FOR(ANEI) GASTALDI ANTONII MOTICA PROTVS MATTHIA DVOICICH ANNA D(OMI)NI MDCCXLII") is látható. Ebből kiderül, hogy a tornyot Mate Dvojčich mester építette Sebastijan Miloš kanonok és plébános megbízásából 1742-ben.

## Lakosság
| Lakosság változása | Lakosság változása | Lakosság változása | Lakosság változása | Lakosság változása | Lakosság változása | Lakosság változása | Lakosság változása | Lakosság változása | Lakosság változása | Lakosság változása | Lakosság változása | Lakosság változása | Lakosság változása | Lakosság változása | Lakosság változása |
| ------------------ | ------------------ | ------------------ | ------------------ | ------------------ | ------------------ | ------------------ | ------------------ | ------------------ | ------------------ | ------------------ | ------------------ | ------------------ | ------------------ | ------------------ | ------------------ |
| 1857               | 1869               | 1880               | 1890               | 1900               | 1910               | 1921               | 1931               | 1948               | 1953               | 1961               | 1971               | 1981               | 1991               | 2001               | 2011               |
| 0                  | 0                  | 145                | 152                | 171                | 215                | 0                  | 0                  | 178                | 194                | 182                | 153                | 129                | 118                | 134                | 142                |